# Stanhopea herrenhusana
Stanhopea herrenhusana är en orkidéart som beskrevs av Rudolph Jenny. Stanhopea herrenhusana ingår i släktet Stanhopea och familjen orkidéer.
Artens utbredningsområde är Colombia. Inga underarter finns listade i Catalogue of Life.

## Bildgalleri

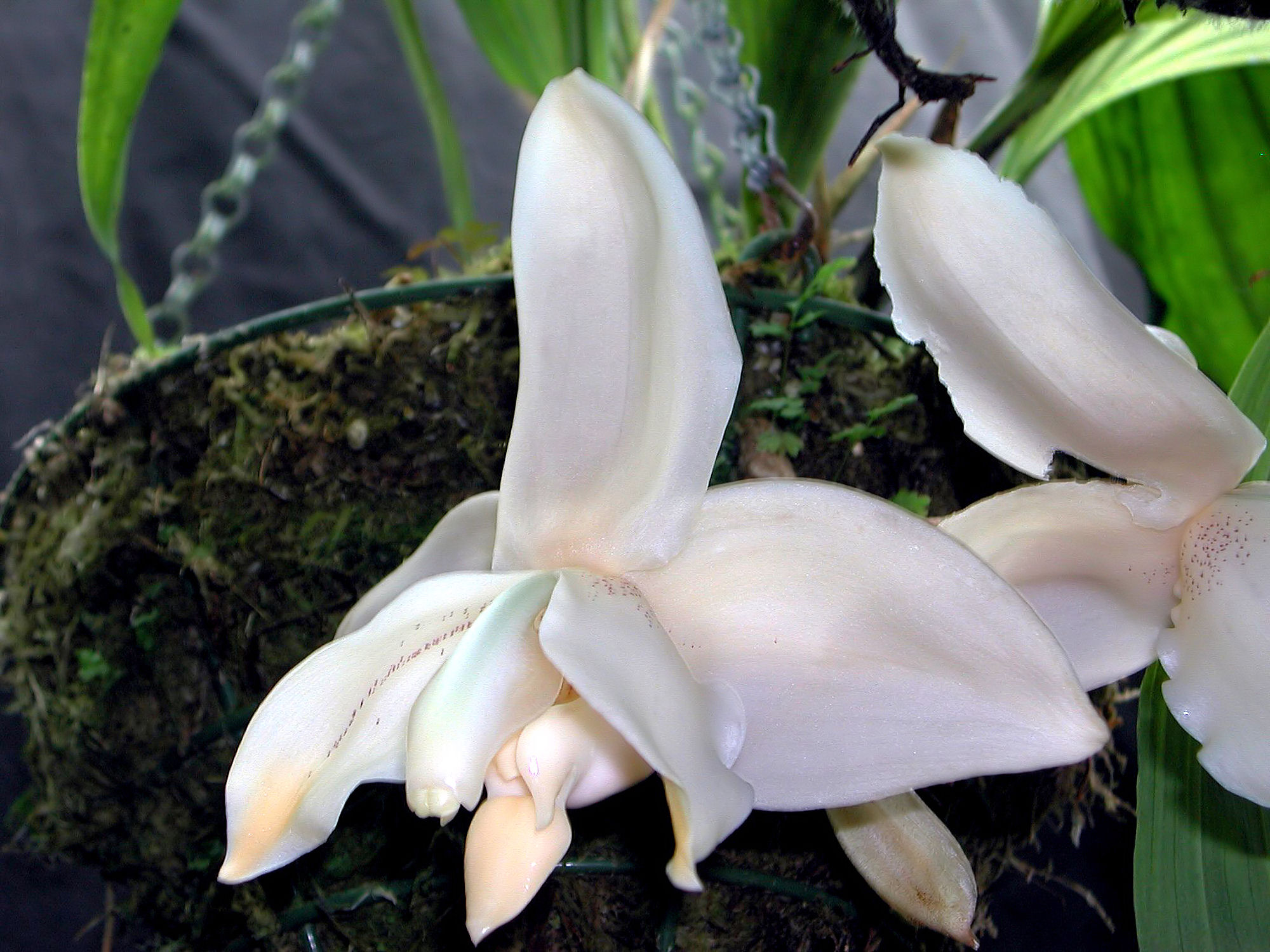